# Agrolabin
Agrolabin ime je za bivšu hrvatsku poljoprivrednu tvrtku. Tvrtka je djelovala od 1932. godine sve do 1997. godine.

## Povijest
Melioracijom Čepićkoga jezera 1932. godine, i melioracijom ušća rijeke Raše i Krapanskoga jezera 1935. godine na području Labina stvara se veliko kvalitetno poljoprivredno zemljište, na čijem mjestu se stvorio poljoprivredni kombinat. Nakon Drugoga svjetskoga rata, Narodna Republika Hrvatska koja je tada po zakonu pod svojemu vlasništvu imala sve žitnice organizira 1956. godine stvaranje Poljoprivrednoga dobra Čepić koje je djelovalo sve do 1979. godine kada se dobro skupa s nekoliko drugih državnih tvrtki udružuje u Radnu organizaciju Agrolabin.
U svom naponu Agrolabin imala je:
- 1000 hektara obradive zemlje u Čepićkom polju
- 400 hektara obradive zemlje u dolini rijeke Raše
- 50 hektara vinograda na području Sv. Martina
- Farmu krava u Čepiću